# Tekke

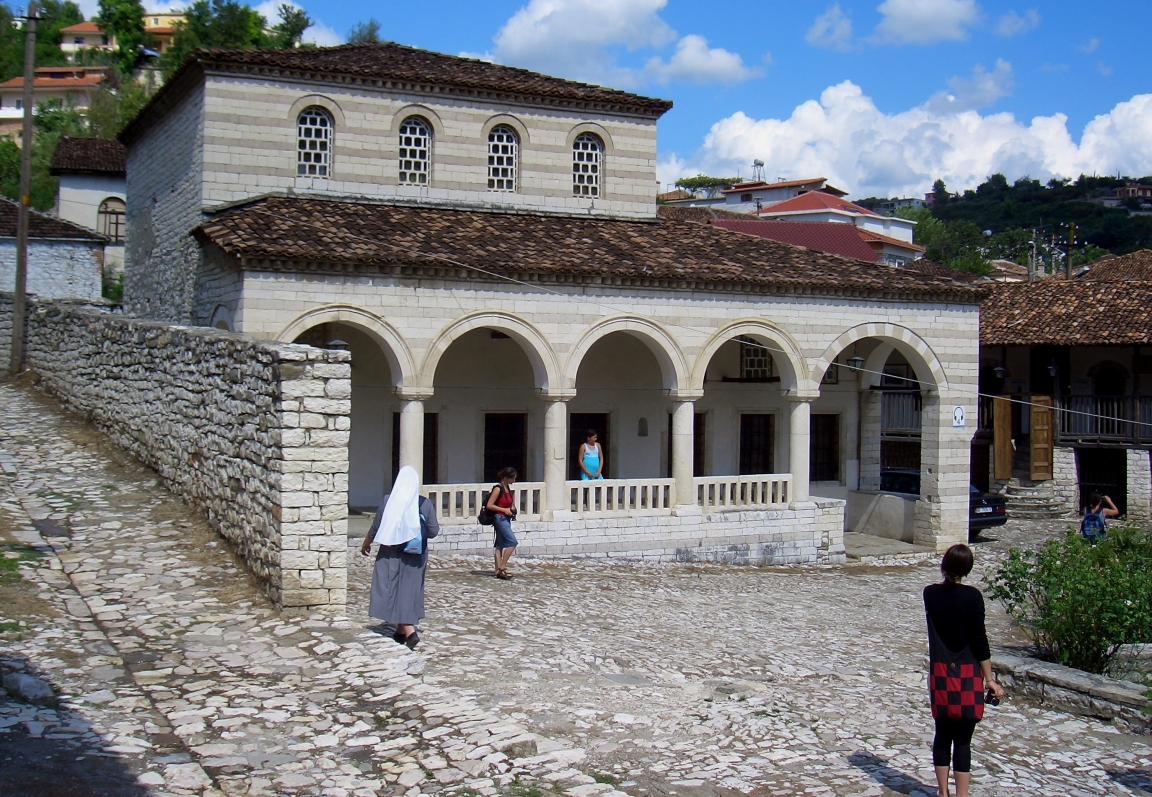
Halveti-Tekke im albanischen Berat

Eine Tekke (osmanisch تكيه tekye; bosnisch tekija; albanisch teqe; arabisch زاوية zāwiya; persisch درگاه dargāh bzw. خانقاه chāneqāh, aus letzterem auch transkribiert Khanqah, Khaniqah oder Khanqa; Mehrzahl: Tekken) ist ein Zentrum einer Sufi-Bruderschaft (Derwisch-Orden, bzw. tariqa) und bedeutet „Rückzugsort“, „Schutz“ oder „Asyl“. Seltener ist von einem Konvent die Rede, denn man kann eine Tekke nicht mit der christlichen Vorstellung eines Klosters vergleichen.
Es finden dort hauptsächlich Dhikr-Zeremonien statt, wobei Derwische Gott mit seinen schönsten Namen anrufen. Der Ort kann aber auch zum Studium oder zu anderen Arbeiten dienen.

## Entstehung
Das Zeitalter des islamischen Propheten Mohammed gilt den Muslimen als das „goldene Zeitalter des Islams“, in dem die damaligen Muslime im Einklang mit den Gesetzen der noch so jungen Religion gelebt hätten. Diese Situation änderte sich aber ziemlich bald nach dem Tod des Propheten, als der Islam durch Eroberungszüge in Nordafrika und Asien verbreitet wurde. Der Islam erlitt damals das Schicksal so mancher Religion und wurde in der breiten Bevölkerung zunehmend zum Lippenbekenntnis.
Aus Protest gegen diese Situation begannen die Sufis damit, eine asketische Lebensweise zu führen. Vereinzelt existieren schon Berichte über muslimische Asketen aus der Zeit Mohammeds, jedoch erst Jahrzehnte, wenn nicht Jahrhunderte nach Mohammeds Tod begannen die Sufis, sich in immer größer werdenden Orden zu organisieren. Zu jener Zeit trafen sie sich in größeren Häusern oder einfach im Freien auf dem Land, um gemeinsame Gottesdienste abzuhalten. Da diese Plätze aber nicht gegen Störung von außen geschützt waren, entstanden allmählich die ersten Tekken.
Die Gründung der ersten Tekke erfolgte laut gängiger Meinung im Jahr 150 H / 767 n. Chr. in Damaskus. Es folgten weitere Gründungen im Irak und in Chorasan, bevor sie sich in der gesamten islamischen Welt etablierten.

## Verschiedene Arten von Tekken
In den verschiedenen Kulturräumen haben Tekken unterschiedliche Bezeichnungen und teilweise auch geringfügig abweichende Funktionen.
Im östlichen islamischen Gebiet sowie im mittelalterlichen Ägypten nennt man die Versammlungsorte chānegāh. Sie waren dort kulturelle sowie theologische Zentren und wurden meist von der Regierung unterstützt. In den anderen Fällen bestanden sie aus Stiftungen und wurden von einflussreichen Wohltätern unterhalten.
Der Begriff zāwiya bedeutet wörtlich übersetzt „Winkel“. Diese Art von Versammlungsort wird eher für kleinere Gebäude verwendet, auch nennt man so die Wohnung des Scheichs, dem Oberhaupt einer Tekke oder eines Ordens, in der sich die Derwische zum Dhikr treffen. Außerdem befanden sie sich in früherer Zeit oft an Kreuzungen großer Reisewege und dienten somit den wandernden Derwischen als Ruheplatz. Die Türken nennen die Sufi-Zentren tekke bzw. dargāh (persisch), letzteres bedeutet „Türschwelle“ oder „etwas, was zwischen zwei Orten ist“.

## Aufbau einer Tekke

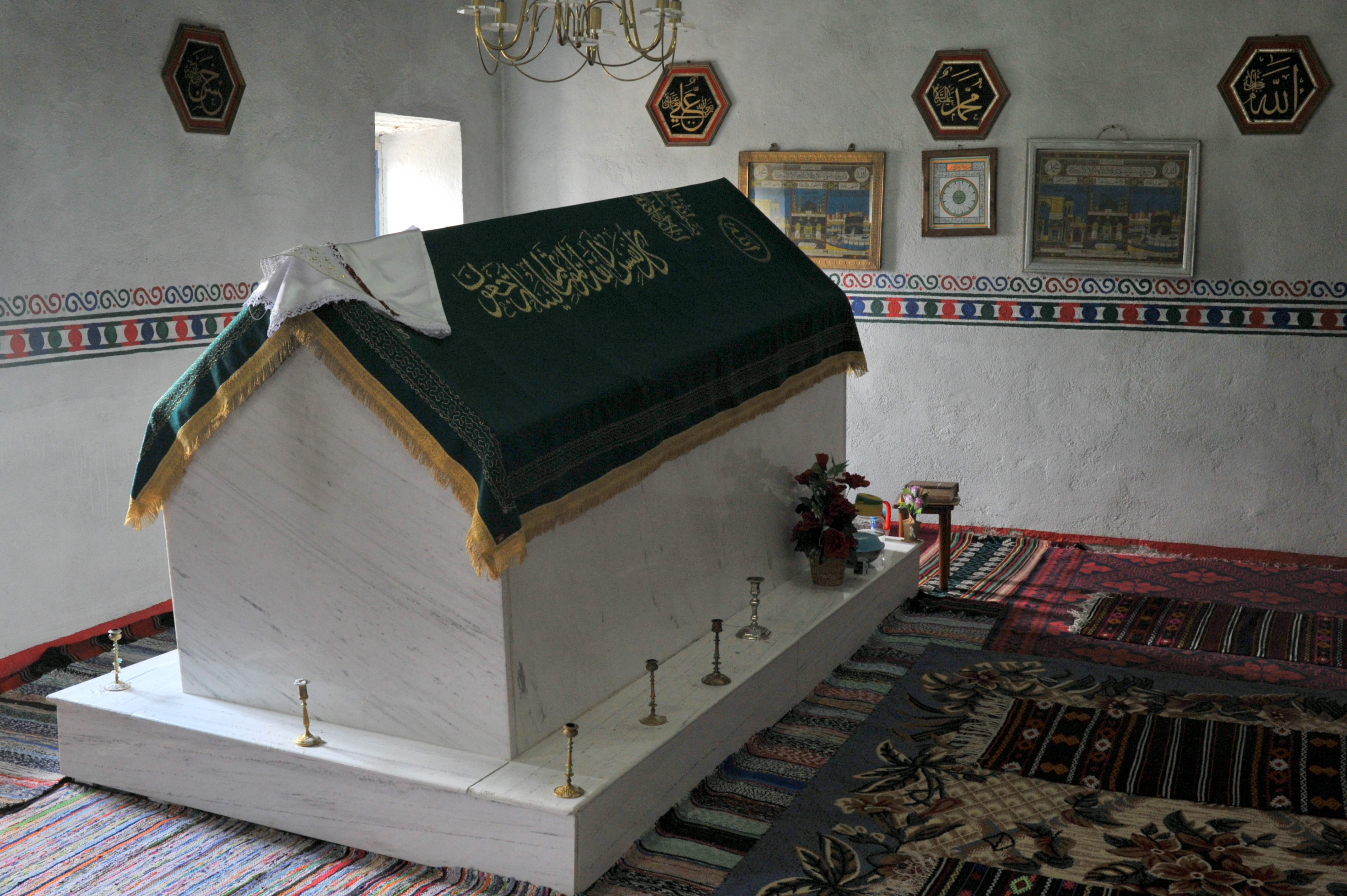
Heiligengrab in der Seyyid Ali Sultan Tekke im Dorf Roussa im Bezirk Evros, Griechenland

Der Baustil einer Tekke ist für gewöhnlich einfach und anspruchslos. Alle Tekken, auch die kleinsten, besitzen einen großen Hauptraum welcher, je nach Tariqa, sama'hane, Tevhidhane oder auch Zikrhane genannt wird. In diesem finden die Dhikr-Zeremonien, bei den Mevlevis der Sema, sowie auch das gemeinschaftliche rituelle Gebet (arab. salat) statt.
Größere Tekken haben oft zusätzliche Räume. Beispielsweise besitzen manche sama'hananen einen abgeteilten Bereich, Mutrib, für Musiker Mutriban, die den Dhikr wie bei den Mevlevis musikalisch untermalen.
In gewissen Tekken gibt es auch kleine Wohnräume für den Scheich, für seine Ehefrau, seine Töchter und jüngeren Söhne. Zuweilen sind auch hudschras („Zellen“) vorhanden, die von Derwischen bewohnt sein können.
Einige Tekken, die sich auch für wohltätige Zwecke einsetzen, haben dafür zusätzliche große Räumlichkeiten oder sogar separate Gebäude. Ein Beispiel hierfür ist die Miskinler Tekkesi in Istanbul, die bekannt ist für ihr großes Leprosorium.
Innerhalb des Tekken-Komplexes gibt es neben dem sama'hana noch einen Ort namens tschilachana, der dazu dient, tschila (türkisch çile) auszuüben. Hierfür begibt sich der Derwisch für den Zeitraum von 40 Tagen in absolute Abgeschiedenheit, um bestimmten geistigen Aufgaben und Übungen zu folgen. Bei großen Tekken, die beispielsweise das Zentrum einer Tariqa (Derwisch-Orden, Weggemeinschaft) darstellen, ist oft auch eine Grabstätte des Ordensgründers (Pir) Bestandteil des Gebäudes. Diese ist in der Regel ein „Ort des Besuches“ (türk. Ziyaret) gläubiger Muslime.